# Дечкова къща
Дечковата къща в Габрово е паметник на културата. Известна е още като Къщата на спомените.

## История
Сградата е построена през периода 1815 - 1820 година от чорбаджи Дечко, една от водещите фигури в обществения живот на Габрово през първата четвърт на ХІХ в.
От 1840 г. тя се превръща от частна жилищно-търговска сграда в обществена, т.к. е дарена на Габровската община от наследниците на Хаджи Дечко. Къщата става Главно мъжко училище, в което са поставени основите на класното образование в Габрово. В Дечковата къща през 1873 г. е настанено Девическото главно училище.
По време на Освободителната руско-турска война априловият стипендиант д-р Алекси Христов организира тук болница за бежанците от Южна България.
На 1 ноември 1883 г. в нея е основан габровският клон на Българско дружество Червен кръст.
Поредната промяна в историята на къщата настъпват през 90-те години на ХІХ в., когато в нея се настанява администрацията на Община Габрово, по време на кмета Васил Грудов. От 1929 г. до началото на 60-те години на ХХ в. в Дечковата къща е настанена градската амбулатория.
Начинът на обитаване е довел до редица преустройства и достроявания през годините до периода 1965 - 1967, когато е реставрирана от арх. Стефан Пенков с минимални отклонения от предполагаемия автентичен образ и адаптирана за администрация на градския исторически музей. Тогава са премахнати някои от допълнително пристроените помещения.
Обявена е за единичен паметник на културата с категория „местно значение”, в края на 1986 г. През 1998 г. тук е открита експозиция „Градски бит и култура от края на ХІХ – началото на ХХ в.“
Въпреки, че в града има многообразие от музейни обекти, липсва специална експозиция, показваща градския бит след Освобождението. Ето защо в периода края на 2012 - началото на 2013 г. РИМ - Габрово реализира нова експозиция в Дечковата къща, чиято основна идея е да се покажат промените, които настъпват в градския бит. В Габрово те са най-интензивни края на ХIХ в. и продължават до 40-те години на ХХ в., което определя и времевите параметри на експозицията. Носителите на европейското влияние в Габрово са индустриалците, търговците, предприемачите, чиновниците, интелигенцията.
Новата експозиция е съгласувана с Министерство на културата, автор на пространствено-художественото оформление е арх. Йордан Иванов.
Интерпретацията на основната идея е по теми, съобразно архитектурно-пространствената уредба на къщата. Принципът на изграждане на експозицията се определя от характерните особености на балканския тип къща. Тези жилища в повечето случаи са от типа на симетричната затворена двуетажна възрожденска къща. Задължителна част от тях е салонът, който преминава по цялата дължина и завършва с кьошк. На горния етаж са разположени 2 или 4 стаи, които са групирани симетрично.
Съобразявайки се с проучванията за уредбата на габровска къща от средата на ХIХ в. до средата на ХХ в. и със средствата на музейното експониране, е развита следната тематична структура на постоянна експозиция „Дечкова къща” – градски бит от края на ХIХ - 40-те години на ХХ в.”

## Експозиции
В нея е разположена обновената постоянна експозиция „Градски бит от края на XIX – 40-те години на XX век“ на Регионалния исторически музей в Габрово.

## Адрес
Адрес: Габрово, ул. Опълченска 8, тел.: 066/80 69 05.